# Telmatobius espadai
Espèce
Statut de conservation UICN

 CR A2a : 
En danger critique
Telmatobius espadai est une espèce d'amphibiens de la famille des Telmatobiidae.

## Répartition
Cette espèce est endémique des Andes boliviennes. Elle se rencontre entre 3 000 et 3 500 m d'altitude :
- à Choquetanga Chico dans la province d'Inquisivi du département de La Paz ;
- près du Río Apaza dans la province de Chapare du département de Cochabamba.

## Étymologie
Cette espèce est nommée en l'honneur de Marcos Jiménez de la Espada.

## Publication originale
- De la Riva, 2005 : Sinopsis of Bolivian Telmatobius in Lavilla & De la Riva, 2005 : Estudios sobre las ranas andinas de los géneros Telmatobius y Batrachophrynus (Anura: Leptodactylidae). Asociación Herpetológica Española, Valencia, Monografías de Herpetología, vol. 7, p. 65-101 (texte intégral).